# معادلة تسالكوفسكي الصاروخية

نسبة الكتلة للصاروخ مقابل السرعة النهائية محسوبة من معادلة الصاروخ.

معادلة تسالكوفسكي الصاروخية، أو معادلة الصاروخ المثالي (Tsiolkovsky rocket equation)، تصف حركة العربات التي تتبع المبدأ الأساسي للصاروخ: آلة قادرة على تزويد نفسها بالتسارع (كدفع) عبر نفث بعض كتلتها بسرعة عالية وتندفع بالتالي وفقا لمبدأ حفظ كمية الحركة. تربط المعادلة دلتا-في مع سرعة النفث الفعال والكتلة الابتدائية والنهائية للصاروخ (أو أي محرك رد فعلي).
لأي قيادة من هذا النوع (أو رحلة تدخل فيها مراحل من هذه القيادة):
{\displaystyle \Delta v=v_{\text{e}}\ln {\frac {m_{0}}{m_{f}}}}
حيث:
{\displaystyle \Delta v\ } دلتا-في - التغير الأعظمي في السرعة للعربة (في غياب قوى خارجية مؤثرة).
{\displaystyle m_{0}} الكتلة الابتدائية متضمنة المادة الدافعة.
{\displaystyle m_{f}} الكتلة النهائية بدون المادة الدافعة، تعرف أيضا بالكتلة الجافة.
{\displaystyle v_{\text{e}}} سرعة النفث الفعالة.
{\displaystyle \ln } ترمز لدالة اللوغاريتم الطبيعي.
(يمكن أيضا كتابة المعادلة بدلالة الدفع النوعي بدلا من سرعة النفث بالصيغة {\displaystyle v_{\text{e}}=I_{\text{sp}}\cdot g_{0}} حيث {\displaystyle I_{\text{sp}}} هو الدفع النوعي معبرا عنه بدلالة الزمن و{\displaystyle g_{0}} الجاذبية القياسية ≈ 9.8 m/s2.)

## الاشتقاق
باعتبار المنظومة:

في هذا الاشتقاق نشير بعبارة «الصاروخ» إلى «الصاروخ وكل مادته الدافعة غير المحترقة».
يربط قانون نيوتن للحركة بين القوى الخارجية ({\displaystyle F_{i}\,}) وبين التغير في الزخم الخطي للنظام ككل (بما في ذلك خرج أو نفث الصاروخ) كما يلي:
{\displaystyle \sum F_{i}=\lim _{\Delta t\to 0}{\frac {P_{2}-P_{1}}{\Delta t}}}
حيث {\displaystyle P_{1}\,} هو كمية حركة الصاروخ عند زمن t=0:
{\displaystyle P_{1}=\left({m+\Delta m}\right)V}
و{\displaystyle P_{2}\,} زخم الصاروخ والكتلة المنفوثة في زمن {\displaystyle t=\Delta t\,}:
{\displaystyle P_{2}=m\left(V+\Delta V\right)+\Delta mV_{e}}
وحيث يكون بالنسبة للراصد:
| {\displaystyle V\,} سرعة الصاروخ في زمن t=0                                                                  |
| {\displaystyle V+\Delta V\,} سرعة الصاروخ في زمن {\displaystyle t=\Delta t\,}                                |
| {\displaystyle V_{e}\,} سرعة الكتلة المضافة للنفث (وتفقد من قبل الصاروخ) خلال زمن {\displaystyle \Delta t\,} |
| {\displaystyle m+\Delta m\,} كتلة الصاروخ في زمن t=0                                                         |
| {\displaystyle m\,} كتلة الصاروخ في زمن {\displaystyle t=\Delta t\,}                                         |
سرعة الخرج {\displaystyle V_{e}} في إطار الراصد لها علاقة بسرعة الخرج في إطار الصاروخ {\displaystyle v_{e}} بمقدار (حيث أن سرعة النفث في الاتجاه السالب)
{\displaystyle V_{e}=V-v_{e}}
ينتج الحل:
{\displaystyle P_{2}-P_{1}=m\Delta V-v_{e}\Delta m\,}
و باستعمال {\displaystyle dm=-\Delta m}، حيث أن إخراج كمية موجبة {\displaystyle \Delta m} ينجم عنه نقصان في الكتلة،
{\displaystyle \sum F_{i}=m{\frac {dV}{dt}}+v_{e}{\frac {dm}{dt}}}
في غياب القوى الخارجية تكون {\displaystyle \sum F_{i}=0} (حفظ كمية الحركة الخطية) و
{\displaystyle m{\frac {dV}{dt}}=-v_{e}{\frac {dm}{dt}}}
بافتراض ثبات {\displaystyle v_{e}\,} ، بالإمكان إجراء التكامل للحصول على:
{\displaystyle \Delta V\ =v_{e}\ln {\frac {m_{0}}{m_{1}}}}
أو بصورة مكافئة
{\displaystyle m_{1}=m_{0}e^{-\Delta V\ /v_{e}}}      or      {\displaystyle m_{0}=m_{1}e^{\Delta V\ /v_{e}}}      or      {\displaystyle m_{0}-m_{1}=m_{1}(e^{\Delta V\ /v_{e}}-1)}
حيث {\displaystyle m_{0}} هي الكتلة الابتدائية الإجمالية متضمنة المادة الدافعة، {\displaystyle m_{1}} الكتلة الإجمالية النهائية، و {\displaystyle v_{e}} سرعة نفث الصاروخ نسبة إلى الصاروخ (الدفعة النوعي، أو إن قسناه زمنيا، يكون ذلك المضروب في تسارع الجاذبية).
القيمة {\displaystyle m_{0}-m_{1}} تمثل إجمالي الكتلة المبددة وبالتالي:
{\displaystyle M_{f}=1-{\frac {m_{1}}{m_{0}}}=1-e^{-\Delta V\ /v_{\text{e}}}}
حيث {\displaystyle M_{f}} جزء كتلة المادة الدافعة (جزء من الكتلة الإجمالية الأولية التي أُنْفِقَت في صورة كتلة شغالة).

## روابط خارجية
- كيفية اشتقاق معادلة الصاروخ
- حاسبة النسبية - تعليم معادلة تسالكوفسكي للصواريخ نسخة محفوظة 9 ديسمبر 2012 at Archive.is